# تسرونا رکا
تسرونا رکا (به صربی: Crvena Reka) یک منطقهٔ مسکونی در صربستان است که در بلا پالانکا واقع شده‌است. تسرونا رکا ۳٫۶۰ کیلومتر مربع مساحت و ۶۸۸ نفر جمعیت دارد و ۲۹۴ متر بالاتر از سطح دریا واقع شده‌است.